# Sund fornuft
 Ikke at forveksle med Sund Fornuft (musikgruppe).
[Den] sunde fornuft [er slet ikke] så subjektiv, som vi ofte får at vide. De fleste af os har en lille stemme inde i os, der i situationer, hvor tingene er blevet for mærkelige, råber op og siger: „Det her kan da ikke være rigtigt?“
Sund fornuft (på engelsk common sense, på tysk gesunder Menschenverstand) er betegnelsen for et menneskes naturlige dømmekraft, forstået som dets evne til, i praksis og uafhængigt af autoriteter, lærdom og formel logik, at forholde sig til og bedømme hverdagssituationer, altså en grundlæggende evne til at opfatte, forstå og vurdere sin verden på en måde, som er fælles (common) for de fleste mennesker.
Begrebet er blevet diskuteret blandt europæiske filosoffer i århundreder og kendes fra mange sprog, således latin sensus communis, græsk αἴσθησις κοινὴ (aísthēsis koinḕ) og fransk bon sens, dog ikke nødvendigvis med helt samme betydning. På engelsk findes også begrebet good sense, som visse anser for synonymt med common sense, andre ikke.
Med udgangspunkt i Immanuel Kants æstetiske lære kan man opstille tre aspekter af den sunde fornuft::22ff., 47ff. 
- dels forestillingen om en 'normalforstand', en gennemsnitlig dømmekraft, som hverken går metodiske omveje eller lader sig påvirke af doktriner eller fordomme,
- dels en empirisk arbejdende forstand, som træffer konkrete, anskuelige afgørelser på grundlag af dagliglivets erfaringer, snarere tilpasset praktisk anvendelse end abstrakt teori,

- dels ideen om en opfattelse af ting, der deles af modne mennesker generelt, og som i sine vurderinger tager hensyn til alle andres (faktiske og mulige) vurderinger.

Den sunde fornuft er ikke blot betegnelsen for denne dømmekraft, men også dens konkrete afgørelser eller bedømmelser, som det kommer til udtryk i en lang række ordsprog og lægmandsvisdomme.
Videnskab og sund fornuft er meget fordomsfulde over for hinanden, selvom de er indbyrdes afhængige.:20ff., 25, 29  Begrebet sund fornuft rummer mange grundlæggende modsætninger: det betegner både en evne og en viden, fungerer som en sandhedssans, men kan også tage fejl, anses nogle gange som kritisk, nogle gange som konservativ, repræsenterer en vigtig forhåndsforståelse, men tenderer også mod at være fordomsfuld. Brugen af sund fornuft står stærkest i situationer, som er velkendte.:14 
På dansk berører Ludvig Holberg talrige steder i sit forfatterskab menneskets sunde fornuft.